# Berliner Platz (Erfurt)
Berliner Platz is een plaats in de Duitse gemeente Erfurt, deelstaat Thüringen, en telt 5975 inwoners (2006).